# Michael Klingler
Michael Klingler (* 6. Februar 1983 in Grabs, Schweiz) ist ein ehemaliger liechtensteinischer Bobfahrer.

## Werdegang
Michael Klingler nahm bei den Olympischen Winterspielen 2010 in Vancouver teil. Im Zweierbob trat er zusammen mit seinem Anschieber Thomas Dürr an. Nach dem 1. Lauf lagen die beiden auf Platz 24, allerdings stürzten sie im zweiten Lauf, wobei sich Klingler verletzte. Somit konnten sie den Wettkampf nicht beenden und mussten auch auf einen Start im Viererbob verzichten.
Seine ältere Schwester Nicole Klingler (* 1980) war als Duathletin und Triathletin aktiv.